# Antheraea helferi
Antheraea helferi là một loài bướm đêm thuộc họ Saturniidae. Nó được tìm thấy ở đông bắc Himalaya và Sundaland.

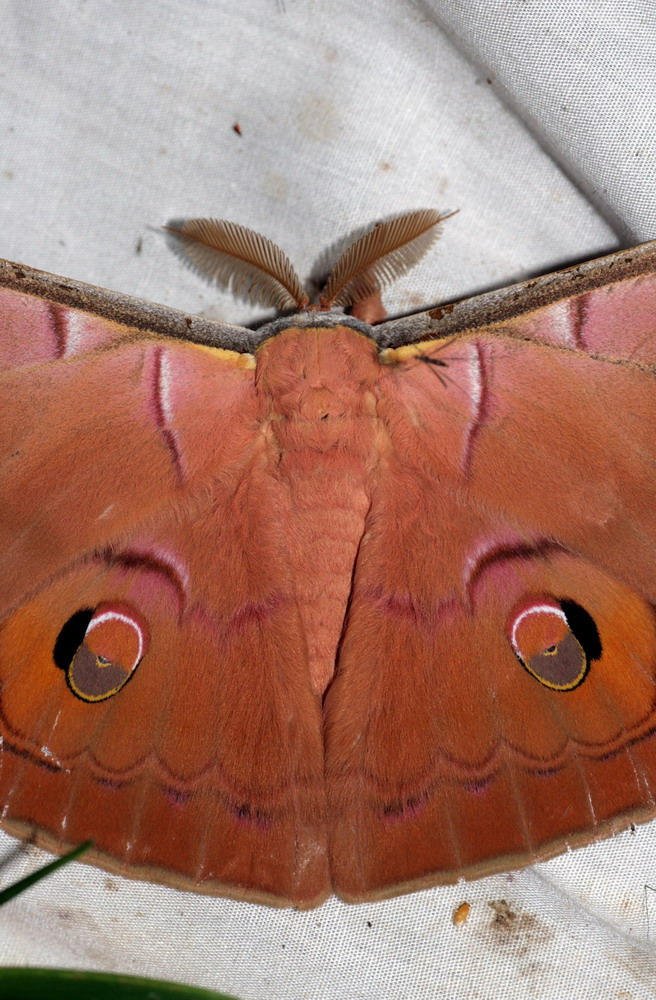
Close-up

## Hình ảnh

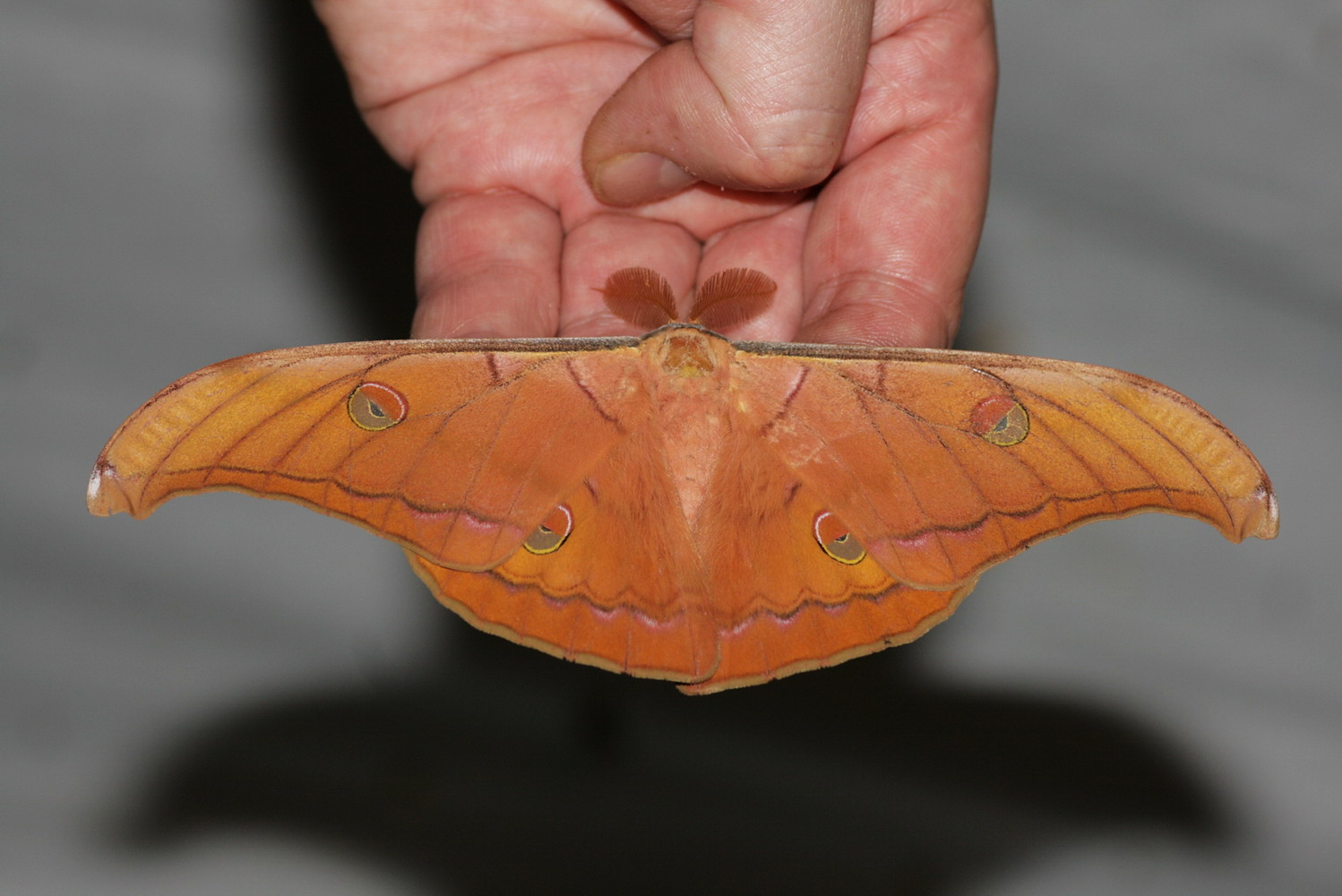